# Fichten (Hohenfels)
Fichten ist ein Gemeindeteil des Marktes Hohenfels im Landkreis Neumarkt in der Oberpfalz in Bayern.

## Geographische Lage
Die Einöde liegt im oberpfälzischen Jura der Südlichen Frankenalb etwa 2,5 km südöstlich von Hohenfels auf ca. 480 m ü. NHN.
Fichten ist zu erreichen über eine nach Nordosten führende Abzweigung von der Kreisstraße NM 34 bzw. über eine Gemeindeverbindungsstraße von Hohenfels her. Circa 3 km südlich verläuft die Bundesautobahn 3; die nächsten Anschlussstellen (AS) sind die AS 94 Parsberg und die AS 95 Beratzhausen.

## Geschichte
Im Salbuch der Herrschaft Hohenfels von 1500 ist „Viechten“ als neues Sölden aufgeführt. Um 1600 ist der Ort als „Viechta“ im Kartenwerk von Christoph Vogel verzeichnet. Gegen Ende des Alten Reiches, um 1800, bestand die Einöde aus zwei Anwesen, nämlich einem Viertel- und einem Achtelhof.
Im Königreich Bayern wurde um 1810 der Steuerdistrikt Raitenbuch im Landgericht Parsberg (später Landkreis Parsberg) aus zwölf Orten gebildet, darunter die Einöde Fichten. Mit dem zweiten bayerischen Gemeindeedikt von 1818 entstand die Ruralgemeinde Großbissendorf mit zehn Orten, darunter Fichten. Diese Gemeinde mit zuletzt 9 Orten wurde zum 1. Mai 1978 nach Hohenfels eingemeindet. Seitdem ist Fichten ein Gemeindeteil von Hohenfels.

### Gebäude- und Einwohnerzahl
- 1830: 10 Einwohner, 2 Häuser[6]
- 1838: 11 „Seelen“, 2 Häuser in „Fiechten“[7]
- 1861: 10 Einwohner, 5 Gebäude[8]
- 1871: 12 Einwohner, 8 Gebäude, an Großviehbestand 1873 13 Stück Rindvieh[9]
- 1900: 11 Einwohner, 2 Wohngebäude[10]
- 1925: 6 Einwohner, 1 Wohngebäude[11]
- 1950: 6 Einwohner, 1 Wohngebäude[12]
- 1970: 8 Einwohner[13]
- 1987: 6 Einwohner, 2 Wohngebäude, 2 Wohnungen[14]

Auch heute sind bei insgesamt circa 12 Gebäuden zwei Wohngebäude mit Hausnummern gekennzeichnet.

### Kirchliche Verhältnisse
Fichten gehörte seit altersher (so um 1600 als „Viechta“ im Kartenwerk von Christoph Vogel) zur katholischen Pfarrei Hohenfels im Bistum Regensburg. Dorthin gingen die Kinder im 19./20. Jahrhundert ca. 2 km weit in die katholische Schule.

## Veranstaltungen
- Treff für Motorradfahrer und jährliches Biker-Festival in der „Fichten-Ranch“